# オリオール (競走馬)
オリオール (Aureole) とは、イギリス産の競走馬、種牡馬である。競走馬名は、聖人の顔や全身を取り巻く金色の光を意味する。

## 経歴
オリオールは1952年8月に競走馬としてデビューした。初戦を勝ち、当時のイギリスにおける2歳チャンピオン決定戦であったミドルパークステークスに出走したが、スタートで後手を踏み最下位に敗れた。
翌1953年はクラシック三冠競走では2000ギニー5着、ダービーステークス2着、セントレジャーステークス3着、さらにキングジョージ6世&クイーンエリザベスステークスでも2着と勝ちきれず、7戦して2勝という成績に終わった。
1954年に入り、オリオールは競走馬として本格化を迎えた。初戦のコロネーションステークスでは前年のアイルランドダービー優勝馬シャミエの2着に敗れたもののその後コロネーションカップ、馬主のエリザベス2世の両親の名を冠したキングジョージ6世&クイーンエリザベスステークスを含む重賞4連勝を達成した。キングジョージ6世&クイーンエリザベスステークスではスタート前に騎手を振り落とすなどして暴れ、スタートでも10馬身ほど出遅れたが第4コーナーで先頭に立つとそのまま先頭でゴールするというレースを見せ、観客の喝采を浴びたとされる。
オリオールはキングジョージ6世&クイーンエリザベスステークスの優勝を最後に競走馬を引退し、サンドリンガム牧場で種牡馬となった。初年度産駒からセントクレスピン、2年目の産駒からセントパディを出すなど種牡馬成績は当初から良好で、1960年と1961年にはイギリスのリーディングサイアーとなった。

## おもな産駒
- セントクレスピン（凱旋門賞、エクリプスステークスなど）
- セントパディ（セントレジャーステークス）
- オーレリウス（セントレジャーステークス）
- プロヴォーク（セントレジャーステークス）
- ミラルゴ（タイムフォームゴールドカップ）
- オーラベラ（アイリッシュオークス）
- ホープフルヴェンチア（サンクルー大賞）
- ヴィエナ（Vaguely Nobleの父）

## 血統表
| オリオールの血統               | オリオールの血統                                           | オリオールの血統                                           | （血統表の出典）                                           | （血統表の出典） |
| 父系                           | ハイペリオン系                                             | ハイペリオン系                                             | ハイペリオン系                                             | [ § 2 ]          |
| 父 Hyperion 1930 栗毛 イギリス | 父の父Gainsborough 1915 鹿毛 イギリス                      | Bayardo                                                    | Bay Ronald                                                 | Bay Ronald       |
| 父 Hyperion 1930 栗毛 イギリス | 父の父Gainsborough 1915 鹿毛 イギリス                      | Bayardo                                                    | Galicia                                                    |                  |
| 父 Hyperion 1930 栗毛 イギリス | 父の父Gainsborough 1915 鹿毛 イギリス                      | Rosedrop                                                   | St. Frusquin                                               | St. Frusquin     |
| 父 Hyperion 1930 栗毛 イギリス | 父の父Gainsborough 1915 鹿毛 イギリス                      | Rosedrop                                                   | Rosaline                                                   |                  |
| 父 Hyperion 1930 栗毛 イギリス | 父の母Selene 1919 鹿毛 イギリス                            | Chaucer                                                    | St. Simon                                                  | St. Simon        |
| 父 Hyperion 1930 栗毛 イギリス | 父の母Selene 1919 鹿毛 イギリス                            | Chaucer                                                    | Canterbury Pilgrim                                         |                  |
| 父 Hyperion 1930 栗毛 イギリス | 父の母Selene 1919 鹿毛 イギリス                            | Serenissima                                                | Minoru                                                     | Minoru           |
| 父 Hyperion 1930 栗毛 イギリス | 父の母Selene 1919 鹿毛 イギリス                            | Serenissima                                                | Gondolette                                                 |                  |
| 母 Angelola 1945 鹿毛 イギリス | 母の父Donatello 1934 栗毛 フランス                         | Blenheim                                                   | Blandford                                                  | Blandford        |
| 母 Angelola 1945 鹿毛 イギリス | 母の父Donatello 1934 栗毛 フランス                         | Blenheim                                                   | Malva                                                      |                  |
| 母 Angelola 1945 鹿毛 イギリス | 母の父Donatello 1934 栗毛 フランス                         | Delleana                                                   | Clarissimus                                                | Clarissimus      |
| 母 Angelola 1945 鹿毛 イギリス | 母の父Donatello 1934 栗毛 フランス                         | Delleana                                                   | Duccia di Buoninsegna                                      |                  |
| 母 Angelola 1945 鹿毛 イギリス | 母の母Feola 1933 青鹿毛 イギリス                           | Friar Marcus                                               | Cicero                                                     | Cicero           |
| 母 Angelola 1945 鹿毛 イギリス | 母の母Feola 1933 青鹿毛 イギリス                           | Friar Marcus                                               | Prim Nun                                                   |                  |
| 母 Angelola 1945 鹿毛 イギリス | 母の母Feola 1933 青鹿毛 イギリス                           | Aloe                                                       | Son-in-law                                                 | Son-in-law       |
| 母 Angelola 1945 鹿毛 イギリス | 母の母Feola 1933 青鹿毛 イギリス                           | Aloe                                                       | Alope                                                      |                  |
| 母系(F-No.)                    | (FN:2-f)                                                   | (FN:2-f)                                                   | (FN:2-f)                                                   | [ § 3 ]          |
| 5代内の近親交配                | Cyllene 5×5、St.Simon 4･5（父系内）、Galopin 5･5（父系内） | Cyllene 5×5、St.Simon 4･5（父系内）、Galopin 5･5（父系内） | Cyllene 5×5、St.Simon 4･5（父系内）、Galopin 5･5（父系内） | [ § 4 ]          |
| 出典                           | 1. 2. 3. 4.                                                | 1. 2. 3. 4.                                                | 1. 2. 3. 4.                                                | 1. 2. 3. 4.      |